# جيري زيمرمان
جيري زيمرمان (بالإنجليزية: Jerry Zimmerman)‏ هو لاعب كرة قاعدة أمريكي، ولد في 21 سبتمبر 1934 في أوماها في الولايات المتحدة، وتوفي في 9 سبتمبر 1998 في نيسكووين في الولايات المتحدة.

## وصلات خارجية
- جيري زيمرمان على موقعبيزبول رفرنس.كوم (الدوري الرئيسي) (الإنجليزية)
- جيري زيمرمان على موقعبيزبول رفرنس.كوم (الدوري الثانوي) (الإنجليزية)
- جيري زيمرمان على موقع جمعية أبحاث البيسبول الأمريكية (الإنجليزية)
- جيري زيمرمان على موقع مشجعي الرسوم البيانية (الإنجليزية)